# 하나바타케 요시코
하나바타케 요시코

## 캐릭터 설명
바보걸에서 등장하는 전설의 바나나 애호가이자 바보.
일본산 바나나 장려 모임에서는 마스터 오브 바나나(Master of banana)라고 불리기도 했다.
그리고 사야카도 놀랄정도로 여자력을 많이 갖고 있다(그걸 이상한데 쓰니까 문제지만)
강철 체력의 소유자다. 100 킬로미터를 혼자 (사야카 때문에 한번 쉬고) 달렸고, 그 뒤로도 지치지 않았다.
또한 해변에서 풍기위원장, 쿠로사키 류이치와 함께 (무려) 5시간동안이나 지치지 않고 술래잡기를 했다. (나머지 2사람은 녹초가 되어 있었다는...)
그리고 멍청함이 무한할 정도인 바보이다.(일부에서는 오히려 그녀가 천재라는 말이 있다.)
5지선다형문제를 20문제당 1과목으로 5과목에서 전부 0점을 맞았다.
운이 좋다.
앗군과 신경쇠약놀이를 했는데 운으로 다 때려 맞췄다.

## 주변인의 평가
"이 녀석은 인간이 아니라 암컷 야생동물일 뿐이야..." 아쿠츠 아쿠루
"전 인간 이외의 종과 결혼할 생각은 없는데요?" (아쿠츠 아쿠루)
"바보구나..." (풍기위원장)
(사야카를 가리키며)"너보다 더 귀여운 얘를 데려오면 앗군을 뺏겨!" 하나바타케 요시에
"누님... 존경함돠!"쿠로사키 류이치
"그... 그래도 요시코짱은 성격이 밝으니까 남들에게 도움이 될꺼야!" 스미노 사야카
"니가 공부를 못하니까 내가 공부를 시키는 거다!!" (선생님, 아쿠츠 아쿠루)
"내 방에서 나가!" (아쿠츠 아쿠루)
이렇듯 평가중에서 아쿠츠 아쿠루의 이름이 많이 보이는데 이는 그들이 옆집이라 접촉 횟수가 많다.
(2층 베란다에서 다른집 2층 베란다로 점프한다는게 가능한가... 사야카는 하다가 앗군이 구해주지 않았으면 떨어질 뻔)
또한 대부분 부정적이다. 이는 요시코가 이상한 짓을 많이 하기 때문이다.
(대인배인 사야카나 의형제(?)인 류이치를 제외한 나머지의 평가는 혹독하다.

## 잘하는 것
공부를 지지리도 못하는 대신 운, 체력, 맷집이 굉장히 좋다. 곰을 손으로 때려잡을 수준...
그리고 요리도 잘하고, 재봉, 그림도 꽤나 잘 그리는 것으로 알려졌다.(단지 멍청해서 스토리를 못 짰기 때문에 요시에가 짜 줬다는...)
설득력도 좋다. 바보철학을 다른사람들에게 잘 전파한다.
외모도 엄청 좋아 변장한 뒤 선생님에게 (요시오) 라는 남자친구를 만들어 드림... (그리고 상처를 주었지)
(그 외모로 아쿠츠한테 바보짓만 안하면 호감을 얻을텐데...)
후각이 매우 뛰어나다. 특히 바나나에 관해서라면. (숲에서 바나나 냄새를 맡고 돌아왔을 정도)
바나나에 대한 모든것을 안다. 아마도 일본의 최고 바나나 미식가
그렇기 때문에 (사토)와 친한 사이이다.
전투력도 매우 높다(신체의 상태가... 인간인가?)

## 신기한 점
작중 노출이 가장 심하지만 아무도 그것에 반하지 않는다. 심지어 애니 7,8화 오프닝에서 팬티가 벌러덩한채로 엎어지지만 아무도 그걸보고 색기는 느끼지 못했다.
외모만을 따지면 꽤나 예쁘다. (그러나 성격이나 성적이 문제)
가끔씩 정상적으로 침착한 모습을 보인다. 친한 사람이나 바나나가 피해를 입을때이다.
예시로 류이치가 요시코를 위해 바나나 플레이크를 사오다가 맞고 빼앗겨서 요시코는 그것에 분노. 바로 전쟁을 이루기 시작했다. (그 후 그 조직은 바나나의 참맛을 알게 되었다고...)
본인은 선의로 그 행동들을 하지만 정작 '죽여버리고 싶다'라는 생각이 드는 히로인은 처음이라는것...
실제로 앗군과 요시에는 요시코를 필리핀에 놔두고 올 생각을 했다. 아쿠츠 루리가 들어서 실패했다.

## 같이 보기
- 바보걸